# Niccolò Lancillotto
Niccolò Lancillotto (Urbino, ... – 1558) était un missionnaire italien et un des premiers Jésuites au Japon.
Il rejoint la communauté des Jésuites en 1541.
Il atteignit Goa en 1545 et fut l'un des missionnaires les plus actifs en Orient jusqu'à sa mort en 1558.
De son séjour au Japon, nous sont parvenus deux rapports au gouverneur de l'Inde Garcia de Sà adressés ensuite à Ignace de Loyola par Lancillotto avec quelques variantes  .
Ces deux brefs rapports  datant de 1548, cinq ans après la découverte de l'archipel japonais par les Portugais, sont précieux car ils sont les premiers témoins de la présence des Italiens au Japon après l'évocation de Marco Polo de Cipango. ; et précieux aussi car ils contiennent une description du Japon et des pratiques particulièrement religieuses des Japonais du XVIe siècle.

## Note
1. ↑  Juan G. Ruiz de Medina, « La Civiltà cattolica », La Civiltà cattolica, vol. IV,‎ 1° octobre 1988, p. 29 (lire en ligne, consulté le 24 octobre 2023)
2. ↑  La découverte du Japon, 1543-1552 - édition de Xavier de Castro, éditions Chandeigne, 2017, 10 rue Tournefort, Paris